# グラハム・セントラル・ステーション
グラハム・セントラル・ステーション（en:Graham Central Station）は、ラリー・グラハムを中心に結成されたファンク・バンド。名前の由来はニューヨークにあるグランド・セントラル・ステーションのもじり。
ファンクのみならずソウルやゴスペルなど様々な音楽性とクロスオーバーし、ヒットも多かった。
アルバム『いかしたファンキー・ラジオ』収録の「POW」はスラップ奏法の金字塔として名高い。

## ディスコグラフィ
- グラハム・セントラル・ステーション - Graham Central Station (1974)
- 魂の解放- Release Yourself (1974)
- ダイナマイト ミュージック - Ain't No 'bout-A-Doubt It (1975)
- ミラー - Mirror (1976)
- ダンス・ダンス・ダンス - Now Do U Wanta Dance (1977)
- いかしたファンキー・ラジオ - My Radio Sure Sounds Good to Me (1978)
- Star Walk (1979)
- LIVE IN JAPAN '92 (1992)
- By Popular Demand (1997)
- GCS 2000 (1998)